# هاينزفيل
هاينزفيل (بالإنجليزية: Hinesville, Georgia)‏ هي مدينة تقع في مقاطعة ليبيرتي، جورجيا بولاية جورجيا في الولايات المتحدة. تبلغ مساحتها 42.3 (كم²)، وترتفع عن سطح البحر 23 م، بلغ عدد سكانها 33437 نسمة في عام تعداد الولايات المتحدة 2010 حسب إحصاء مكتب تعداد الولايات المتحدة وتصل الكثافة السكانية فيها 718.5 نسمة/كم2.

## أعلام
- جوزيف بيكون فرازير
- تشارلز إي. فرازير
- غاري غويتون
- جوزيف بيكون فرازير جونيور
- ماركوس هنري